# 2020年7月日本水災
2020年7月日本水災（日語：令和２年７月豪雨）是發生於2020年7月日本廣泛地區因暴雨造成的水災、泥石流。
此水灾已造成至少78人死亡、4人失蹤。在受災最嚴重的熊本縣，一間老人院被水淹沒，造成14人心肺停止（後均確認罹難）。熊本縣內共9條河川嚴重泛濫，其中球磨川流域內的球磨村、人吉市等多個市町村落的道路中斷，球磨川有11处河岸被淹没、1处決堤。

## 背景
连年来，日本遭受台风、雷暴和大洪水重创。除北海道，日本全境处在初夏梅雨时节。日本多山的地形酝酿了洪水和泥石流的风险。过去几年的气象灾害已造成数百人遇难，气象专家表示全球变暖是灾害的成因之一。
球磨川盆地的上一次洪灾是在1965年。作为日本三大洪流之一，球磨川是长达115（71英里）的一级水系，源头位于熊本縣南部山区，流经人吉市、球磨村和八代市，最终汇入八代海。

## 灾情

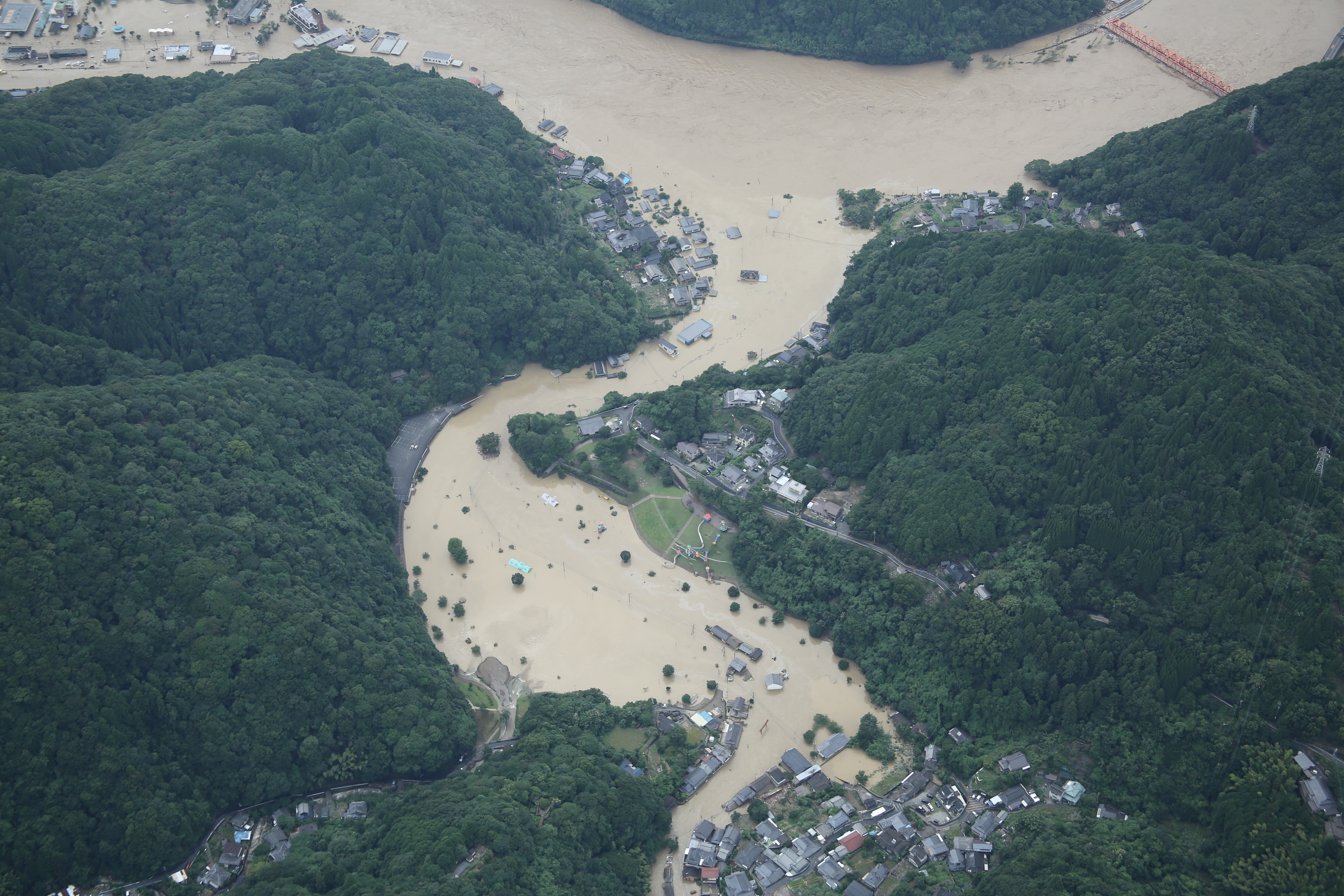
2020年7月4日，被球磨川淹没的房屋

2020年7月3日晚上开始，受暖湿气流进入低气压和梅雨前线的影响，鹿儿岛县的萨摩和大隅3日晚至4日早晨、熊本县南部从4日凌晨到早上、局部地区下起了猛烈的雨。
2020年7月4日日本南部九州岛连串强降雨引发洪水。当地时间凌晨4:50，日本气象厅将九州部分地区的强降雨警戒级别提升至最高的第三级——特别警报，属史上首次，这些地区可能出现了由发达的雨云相连的线状降水带。气象厅表示，当地的降雨量强所未见，每小时超过100（3.9英寸）。
2020年7月5日傍晚到6日上午，鹿儿岛县的萨摩和大隅地方局部地区下了猛烈的雨，鹿屋市等地下了创纪录的大雨。
2020年7月9日，官方确认水灾共造成60人死亡，约12人失踪。共同通讯社报道指，当地共发生12次山崩，130万名紧急撤离。
熊本县球磨村一家养老院被洪水淹没，14名居民死亡熊本县知事蒲岛郁夫表示洪水和泥石流涌入养老院，冲散了数十人。一名搜救志愿者表示，他们抵达现场时，水位还在一楼。救援人员尝试营救上到二楼的居民，但无法救出楼下的居民。养老院一名职员表示，他们凌晨5点叫醒大家，将他们拖上楼。水涌入一楼的时候，他们将坐轮椅的老人放在了餐厅的桌子上。之后水冲破窗户涌入，老人们浮了起来，职员无法救出罹难的老人。
彻夜的降雨过后，熊本县和鹿儿岛市有7.5万多名居民撤离，20.3万名居民就地庇护，当地开放190家庇护中心。

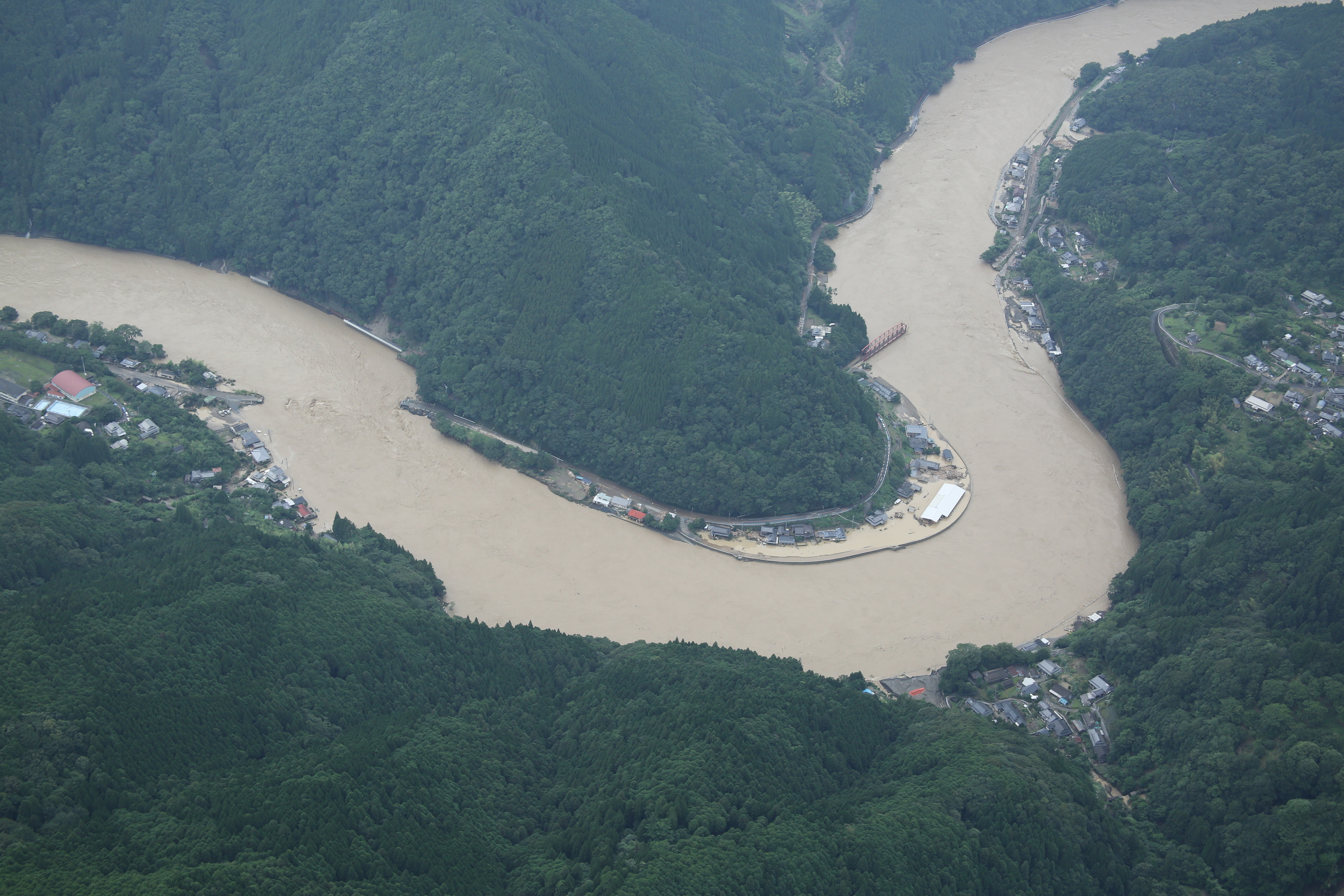
被洪水冲破的鎌瀨橋（左）和肥萨线球磨川第一桥梁（右）。

球磨川有11处河岸被淹没，1处决堤。救援直升机在球磨村救助被冲散的居民。蘆北町有八处民宅被冲破。津奈木町有2到3人从泥石流中被救出，但无生命迹象。九州电力表示，熊本县和鹿儿岛县有约8000户停电。另有6100座房屋被淹，11座桥梁被毁，4700座建筑遭损毁或冲破。
人吉市附近決堤。当地漂流协会的志愿者用筏子营救被洪水围困的当地民众。至少17名当地人遇难。
7月7日凌晨，日田市被筑後川淹没，当局向居民发出最高级别警报。
| 縣名     | 死者 | 失蹤者 | 傷者 | 傷者 | 傷者     |
| 縣名     | 死者 | 失蹤者 | 重傷 | 輕傷 | 傷勢不明 |
| -------- | ---- | ------ | ---- | ---- | -------- |
| 山形縣   |      |        | 1    |      |          |
| 神奈川縣 |      |        |      | 1    |          |
| 長野縣   | 1    |        | 2    |      |          |
| 岐阜縣   |      |        |      | 1    |          |
| 富山縣   |      | 1      |      |      |          |
| 静岡縣   | 1    |        |      |      |          |
| 京都府   |      |        |      | 2    |          |
| 和歌山縣 |      |        |      | 1    |          |
| 廣島縣   | 2    |        | 2    | 1    |          |
| 愛媛縣   | 2    |        |      | 1    |          |
| 福岡縣   | 2    |        | 1    | 5    |          |
| 佐賀縣   |      |        |      | 3    |          |
| 長崎縣   | 1    |        | 1    |      |          |
| 熊本縣   | 65   | 2      |      |      |          |
| 大分縣   | 3    | 1      |      | 2    |          |
| 鹿兒島縣 | 1    |        |      | 4    |          |
| 合計     | 78   | 4      | 7    | 21   |          |

## 影响
洪水中断了日本工业重镇九州地区的经济活动。丰田汽车、佳能和松下电器出于员工安全考虑，临时暂停生产。不过，內閣官房長官菅义伟6日发表声明，表示不希望主要供应链中断。
鉴于当前的COVID-19日本疫情，被撤离的民众和当地官员关心庇护中心的问题。民众前往中心庇护前需测量体温，或被要求前往其他中心，确保保持社交距离。部分撤离民众选择在自己的车子中避难，或到朋友家暂避。这些措施遵循了政府官员预测到洪水和疾病传播可能引发“双重灾难”所制定的建议。

## 政府回应

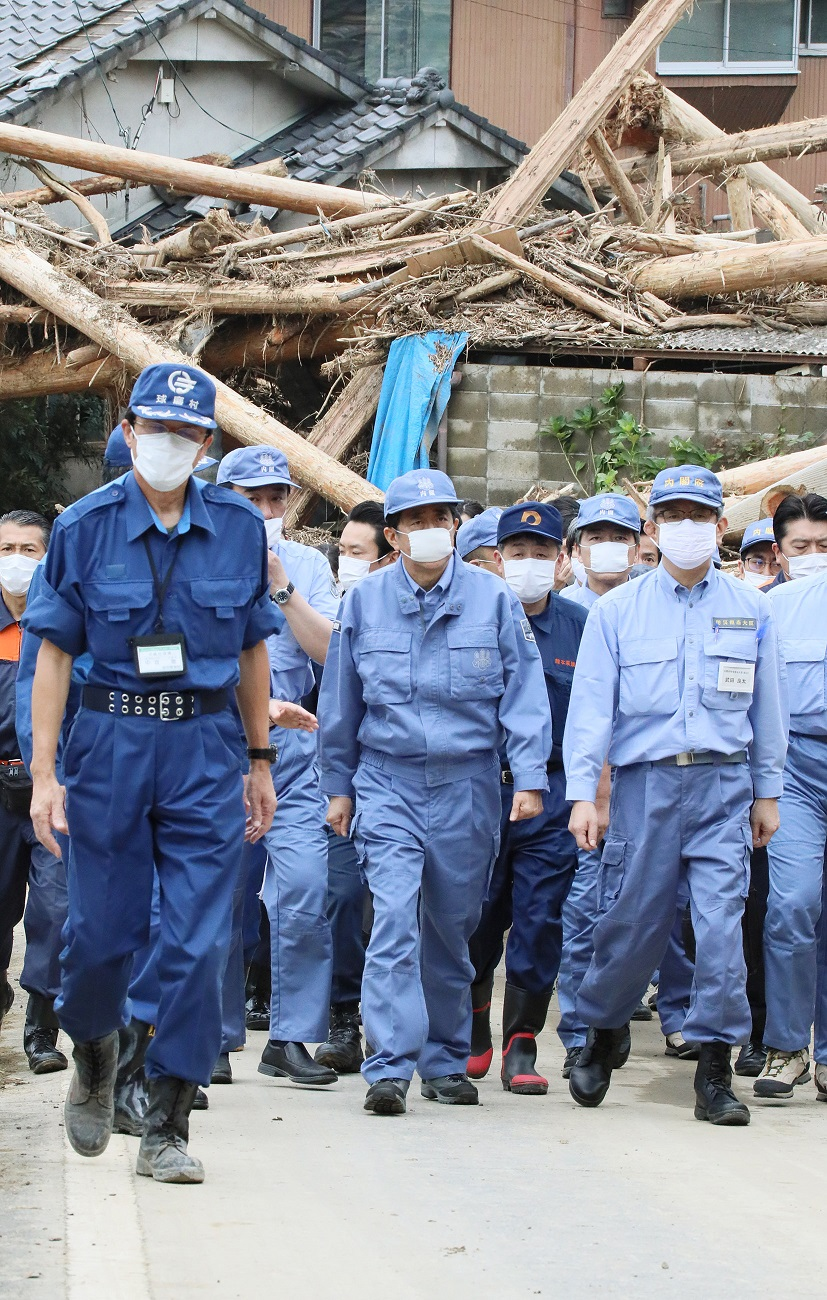
安倍首相视察受灾的球磨村

日本內閣總理大臣安倍晋三成立特遣队，派出1万名自卫队前往当地救灾。7月5日的报道指，有4万名自卫队员、海上保安厅船员和消防队员参与到救援行动中。7月7日，被派遣的自卫队员上升至8万名。
7月7日，日本当局警告称九州的强降雨将持续。